# Pseudopseustis jordana
Pseudopseustis jordana är en fjärilsart som beskrevs av Otto Staudinger 1899. Pseudopseustis jordana ingår i släktet Pseudopseustis och familjen nattflyn. Inga underarter finns listade.